# Aethalura albescens
Aethalura albescens är en fjärilsart som beskrevs av Louis Beethoven Prout 1915. Aethalura albescens ingår i släktet Aethalura och familjen mätare. Inga underarter finns listade i Catalogue of Life.